# Michele Bartoli
Michele Bartoli (Pisa, 27 mei 1970) is een Italiaans voormalig wielrenner, beroeps van 1992 tot 2004. Hij behoorde tot de wereldtop in de grote wielerklassiekers. Hij behaalde 51 zeges.

## Biografie

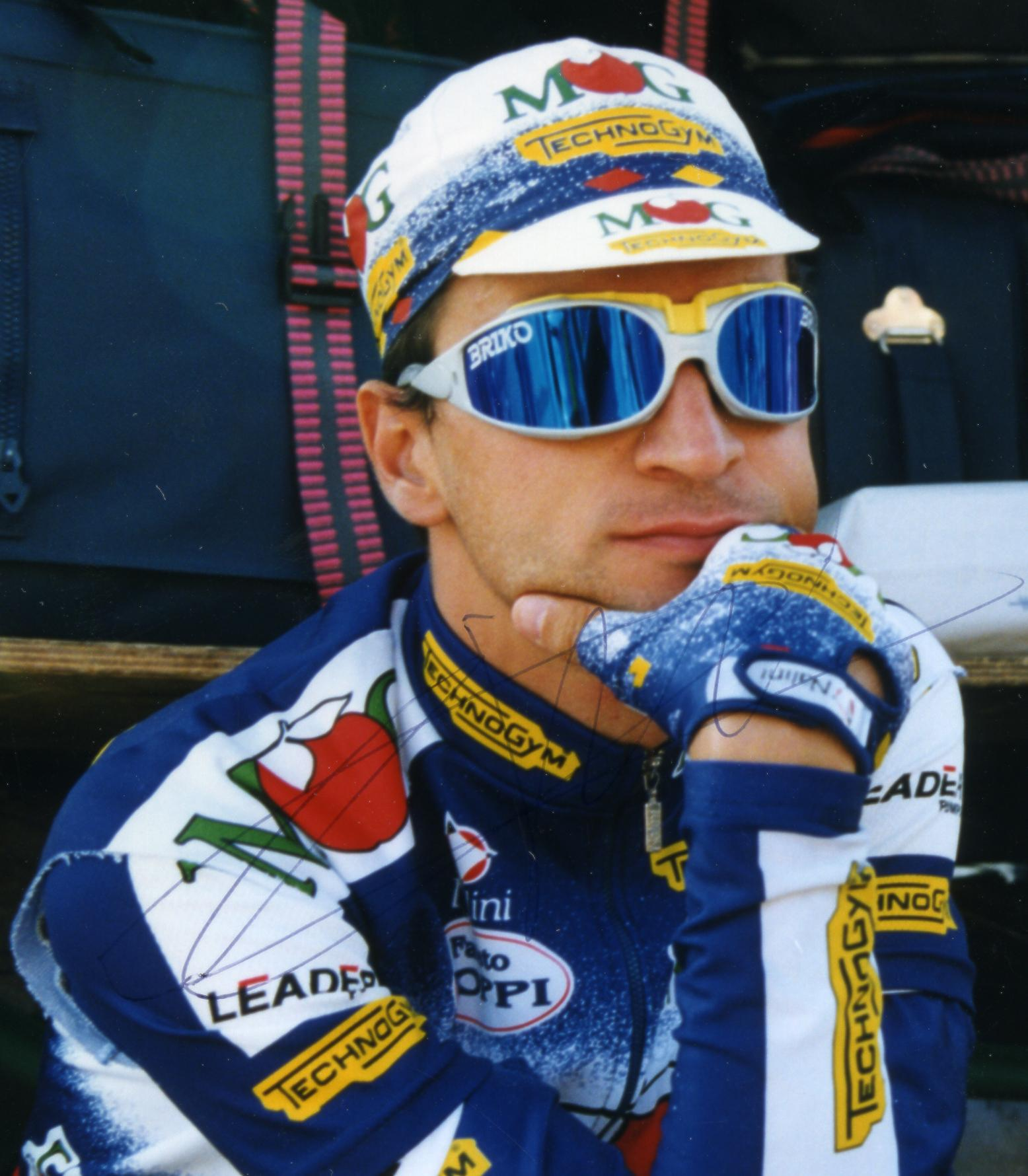
Michele Bartoli als renner van MG Maglificio–Technogym, Parijs-Tours in 1997

Michele Bartoli, Il guerriero of De krijger, schaarde zich in een illuster rijtje wielrenners door vijf grote wielerklassiekers te winnen. Bartoli won namelijk één keer de Ronde van Vlaanderen, twee keer Luik-Bastenaken-Luik en twee keer de Ronde van Lombardije. Verder won Bartoli nog grote eendaagse wedstrijden als het Kampioenschap van Zürich, de Amstel Gold Race, de Waalse Pijl en de Omloop Het Nieuwsblad en werd hij Italiaans kampioen. In 1996 en 1998 behaalde Bartoli telkens brons op het WK op de weg. Ook won hij twee etappes in de Ronde van Italië, droeg hij de roze trui en won hij Tirreno-Adriatico. Bartoli won het eindklassement van de Wereldbeker wielrennen in 1997 en 1998 en eindigde nog vijf keer in de top tien van dit klassement. Van 10 oktober 1998 tot 6 juni 1999 was Bartoli nummer één op de UCI Wereldranglijst Wielrennen.
Hij reed in zijn carrière voor ploegen als MG–Technogym, Mapei en Fassa Bortolo.
Karakteristiek aan Bartoli was zijn aanvallende doch soms nerveuze manier van koersen. Eind november 2004 stopte hij op 34-jarige leeftijd als beroepswielrenner bij het Deense Team CSC wegens rugklachten. Na zijn actieve loopbaan is Bartoli werkzaam als coach. Dit onder meer van Nairo Quintana en Egan Bernal.
Bartoli heeft een vijf jaar jongere broer, Mauro (°1975). Ze reden in 1998 (min of meer) samen, bij Asics-CGA. Zijn broer Mauro liep namelijk stage bij de ploeg, terwijl Michele dat jaar het uithangbord was.

## Belangrijkste overwinningen
1991
- Wegwedstrijd op de Middellandse Zeespelen

1993
- 3e etappe Siciliaanse Wielerweek
- Eindklassement Siciliaanse Wielerweek

1994
- Brabantse Pijl
- GP Pino Cerami
- 13e etappe Ronde van Italië
- Criterium d'Abruzzo

1995
- 1e etappe Driedaagse Van De Panne-Koksijde
- Driedaagse van De Panne-Koksijde

1996
- Ronde van Veneto
- Ronde van Reggio Calabria
- 6e etappe Tirreno-Adriatico
- Ronde van Vlaanderen
- GP Industria & Artigianato-Larciano
- 1e etappe Ronde van Zwitserland
- GP Fourmies
- Ronde van Emilia

1997
- Luik-Bastenaken-Luik
- Eindklassement Wielerweek van Lombardije
- Trofeo Melinda
- Wereldbeker
- 4e etappe Ronde van de Middellandse Zee
- 5e etappe Ronde van de Middellandse Zee
- Trofeo Laigueglia
- 3e etappe Tirreno-Adriatico
- Rund um den Henninger-Turm

1998
- Ronde van Reggio Calabria
- Ronde van Romagna
- GP Kanton Aargau
- Wereldbeker
- 13e etappe Ronde van Italië
- 2e etappe Ronde van de Middellandse Zee
- 6e etappe Ronde van de Middellandse Zee
- 3e etappe Ronde van Calabrië
- Driedaagse van De Panne-Koksijde
- Luik-Bastenaken-Luik
- Kampioenschap van Zürich

1999
- Brabantse Pijl
- Waalse Pijl
- 3e etappe Ruta del Sol
- Eindklassement Tirreno-Adriatico
- 4e etappe Ronde van Valencia

2000
- GP Ouest France-Plouay
- Italiaans kampioen op de weg, Elite
- 2e etappe Ruta del Sol

2001
- GP Città di Camaiore
- Omloop Het Volk

2002
- 1e etappe Ronde van de Middellandse Zee
- 4e etappe Ronde van de Middellandse Zee
- Eindklassement Ronde van de Middellandse Zee
- Ronde van Emilia
- Amstel Gold Race
- Ronde van Lombardije
- Milaan-Turijn
- 2e etappe Ronde van Lucca

2003
- Ronde van Lombardije
- 3e etappe Ronde van het Waals Gewest
- Ronde van Lazio

## Klassementen
Wereldbeker wielrennen: 1995/4e, 1996/3e, 1997/1e, 1998/1e, 2001/10e, 2002/3e, 2003/9e
UCI-ranglijst: 5e in 1996 (9x zege), 3e in 1997 (6x zege), 1e in 1998 (10x zege)

## Overwinningen
|  |

| Seizoen | Klassiekers                                    | Rittenkoersen                    | Grote Rondes | Kampioenschappen                   | Eendaagse wedstrijden(semi-klassiekers)                                      | Zesdaagses | Ritten                                                                                          | Totaal aantal zeges |
| ------- | ---------------------------------------------- | -------------------------------- | ------------ | ---------------------------------- | ---------------------------------------------------------------------------- | ---------- | ----------------------------------------------------------------------------------------------- | ------------------- |
| 1993    |                                                | Siciliaanse Wielerweek           |              |                                    |                                                                              |            | 2 ritten Siciliaanse Wielerweek                                                                 | 3                   |
| 1994    |                                                |                                  |              |                                    | Brabantse Pijl, G.P Pino Cerami, Criterium d'Abruzzo                         |            | 1 rit Ronde van Italië                                                                          | 4                   |
| 1995    |                                                | Driedaagse van de Panne-Koksijde |              |                                    |                                                                              |            | 1 rit Driedaagse van de Panne-Koksijde                                                          | 2                   |
| 1996    | Ronde van Vlaanderen                           | Tour de Provincie et Calabre     |              |                                    | Ronde van Emilië, Ronde van Venetië, G.P Fourmies, G.P Industria et larciano |            | 1 rit Ronde van Reggio Calabria, 1 rit Tirreno-Adriatico, 1 rit Ronde van Zwitserland           | 9                   |
| 1997    | Luik-Bastenaken-Luik                           |                                  |              |                                    | G.P Frankfurt, Trofeo Melinda, Trofeo Laiguelia, Eindklassement Wereldbeker  |            | 1 rit Ronde van Zwitserland, 1 rit Ronde van de Middellandse Zee                                | 7                   |
| 1998    | Luik-Bastenaken-Luik, Kampioenschap van Zürich | Tour de Provincie et Calabre     |              |                                    | Ronde van Romagna, G.P Kanton Aargau, Eindklassement Wereldbeker             |            | 1 rit Giro Provincia et Calabre, 2 ritten Ronde van de Middellandse Zee, 1 rit Ronde van Italië | 10                  |
| 1999    | Waalse Pijl                                    | Tirreno-Adriatico                |              |                                    | Brabantse Pijl                                                               |            | 1 rit Ruta del Sol, 1 rit Ronde van Valencia                                                    | 5                   |
| 2000    |                                                |                                  |              | Italiaans kampioenschap wielrennen | G.P Plouay, Ponte a Cappione                                                 |            | 1 rit Challenge Mallorca                                                                        | 4                   |
| 2001    |                                                |                                  |              |                                    | Omloop het Volk, G.P di Camaiore                                             |            |                                                                                                 | 2                   |
| 2002    | Ronde van Lombardije, Amstel Gold Race         | Ronde van de Middellandse Zee    |              |                                    | Ronde van Emilië, Milaan-Turijn                                              |            | 1 rit Giro Provincie del Lucce, 1 rit Ronde van de Middellandse Zee                             | 7                   |
| 2003    | Ronde van Lombardije                           |                                  |              |                                    | Ronde van Lazio                                                              |            | 1 rit Ronde van Wallonië                                                                        | 3                   |
| 2004    |                                                |                                  |              |                                    |                                                                              |            |                                                                                                 |                     |

## Resultaten in voornaamste wedstrijden
| Jaar | Ronde van Italië | Ronde van Frankrijk | Ronde van Spanje |
| ---- | ---------------- | ------------------- | ---------------- |
| 1993 |                  |                     |                  |
| 1994 | 43e (1)          |                     |                  |
| 1995 |                  |                     | 9e               |
| 1996 |                  | 19e                 |                  |
| 1997 |                  | opgave              |                  |
| 1998 | buiten tijd (1)  |                     |                  |
| 1999 |                  |                     |                  |
| 2000 |                  | opgave              |                  |
| 2001 |                  | 33e                 |                  |
| 2002 | opgave           |                     |                  |
| 2003 |                  |                     |                  |
| 2004 |                  | opgave              |                  |

| Jaar | Milaan-San Remo | Gent-Wevelgem | Ronde van Vlaanderen | Parijs-Roubaix | Amstel Gold Race | Luik-Bast.‑Luik | Ronde van Lombardije | Waalse Pijl | Parijs-Brussel | Brabantse Pijl |  | WK op de weg |  | Wereldranglijsten |
| ---- | --------------- | ------------- | -------------------- | -------------- | ---------------- | --------------- | -------------------- | ----------- | -------------- | -------------- |  | ------------ |  | ----------------- |
| 1993 | 25e             | 9e            |                      |                |                  |                 | 47e                  | 7e          | 16e            |                |  |              |  |                   |
| 1994 |                 | 19e           | 41e                  |                | 34e              |                 |                      |             | 10e            | Goud           |  |              |  |                   |
| 1995 | 5e              | 24e           | 7e                   |                | 10e              | ↑               | ↑                    |             |                |                |  |              |  | 4e (UWB)          |
| 1996 | 12e             |               | ↑                    |                | 28e              | 44e             | 37e                  |             | Brons          |                |  | ↑            |  | (UWB)             |
| 1997 | 5e              |               | 7e                   |                | 6e               | ↑               | 4e                   | 4e          | 4e             |                |  | 10e          |  | (UWB)             |
| 1998 | 8e              |               | 6e                   |                | ↑                | ↑               | 4e                   | 5e          | Brons          |                |  | ↑            |  | (UWB)             |
| 1999 | 64e             |               | 4e                   |                | 15e              | 4e              |                      | ↑           |                | ↑              |  |              |  |                   |
| 2000 | 39e             |               | 96e                  |                |                  |                 | 5e                   |             | 37e            | 15e            |  | 4e           |  | 19e (UWB)         |
| 2001 | 11e             |               | 15e                  |                | 7e               | 28e             | 5e                   | 11e         |                |                |  | 11e          |  | 10e (UWB)         |
| 2002 | 45e             |               | 55e                  |                | ↑                | 59e             | ↑                    | ↑           | 60e            |                |  |              |  |                   |
| 2003 | 164e            |               | 16e                  |                | 16e              | 22e             | ↑                    | 40e         |                | 11e            |  |              |  |                   |
| 2004 | 120e            |               | 57e                  | 21e            | 15e              | 27e             |                      | 73e         | 13e            | 10e            |  |              |  |                   |

Bartoli ·
Bernardi ·
Biasci ·
Bordonali ·  
Bottaro ·
Canzonieri · 
F. Casagrande ·
S. Casagrande ·
Cecchetto · 
Cesaretti ·
Emonds ·
Galleschi ·
Gasperi ·
Giancecchi ·
Giupponi ·  
Guidi ·
Iannicello ·
Imola ·
Leali · 
Martinello ·
Mini ·
Pastorelli ·
Pelliconi ·
Petito ·
Piccoli ·  
Pierdomenico ·
Rosti ·
Santi ·
Stefanelli ·
Tomassini ·
Vandelli ·
Venerucci ·
Zafferani ·  
Zaina ·
Zonzini ·
Donati (stagiair) ·
Fornaciari (stagiair) ·
Politano (stagiair)
Baffi ·
Bartoli ·
Bernardi ·
Biasci ·
Bordonali ·  
Canzonieri · 
Casagrande ·
Donati ·
Fornaciari ·
Gasperi ·
Giancecchi ·
Giupponi ·  
Guidi ·
Imola ·
Lanfranchi ·
Leali · 
Lecchi ·
Martinello ·
Mini ·
Pelliconi ·
G. Petito ·
R. Petito ·
Piccoli ·  
Pierdomenico ·
Politano ·
Rosti ·
Santi ·
Stefanelli ·
Tomassini ·
van der Poel ·
Venerucci ·
Zafferani ·  
Zaina ·
Zonzini
Baffi ·
Barducci ·
Bartoli ·
Bernardi ·
Biasci ·
Canzonieri · 
Casadei ·  
Casagrande ·
Chioccioli (tot 30/09) ·
Cipollini ·
Donati ·
Fagnini ·
Fina ·
Fornaciari ·
Gianfranco Frisoni ·
Guido Frisoni ·
Gasperi ·
Giancecchi ·
Guidi ·
Imola ·
Lanfranchi ·
Lelli · 
Martinello ·
Moroncelli ·
G. Petito ·
R. Petito ·
Piccoli ·  
Pierdomenico ·
Poli ·
Politano ·
Santi ·
A. Stefanelli ·
P. Stefanelli ·
Talen ·
Tomassini ·
Venerucci ·
Zafferani ·
Tomi (stagiair)
Barducci ·
Bartoli ·
Bernardi ·
Biasci ·
Borghi ·
Calcaterra ·
Canzonieri · 
Casadei ·  
Casagrande ·
Cipollini ·
Donati ·
Fagnini ·
Fina ·
Fornaciari ·
Gianfranco Frisoni ·
Guido Frisoni (tot 30/04) ·
Gasperi ·
Giancecchi ·
Guidi (tot 30/04) ·
Lelli · 
Martinello ·
Moroncelli ·
G. Petito ·  
R. Petito ·
Poli ·
Politano ·
Santi ·
A. Stefanelli ·
P. Stefanelli ·
Talen ·
Tomassini (tot 30/04) ·
Venerucci ·
Zafferani ·
Frigo (stagiair) ·
Mori (stagiair) ·
Mazzoleni (stagiair)
Baldato · Bartoli · Bugno · Casagranda · Cigana · Colombini · Coppolillo · Elli · Ferdeghini · Finco · Fontanelli · Golay · Järmann · Lecchi · Lietti · Loda · Molinari · Pistore · Richard  · Saleri · Saligari · Scinto
Baldato · Bartoli · Bertolini · Bettini · Casagranda · Charrière · Coppolillo · Finco · Fontanelli · Lecchi · Loda · Nicoletti · Pistore · Santaromita · Scinto · Simoni · Tosatto
Michele Bartoli · 
Bettini · 
Bianchi · 
Bianchini · 
Bonetti · 
Bongioni · 
Colonna · 
Coppolillo · 
Ferrari · 
Malberti ·
Noè · 
Pozzi · 
Roscioli · 
Schiavina · 
Scinto ·
Sjefer · 
Simeoni · 
Tani ·
Turicchia · 
Arvesen (stagiair) ·
Mauro Bartoli (stagiair) · 

Basso (stagiair)
Baffi · Bartoli · Bettini · Bramati · Di Grande · Faresin · Fernández Ginés · Figueras · Fornaciari · Hoste · Lanfranchi · Leysen · McRae · Merckx · Müller · Museeuw · Nardello · Nocentini · Noè · Peeters · Rodriguez · Scinto · Steels · Steinhauser · Tafi · Tani · Tonkov · van Heeswijk · Zanini · Gerosa (stagiair) · Nikačević (stagiair) · O'Bee (stagiair)
Baffi · Bartoli · Beltrán · Bettini · Bodrogi · Bramati · Chesini · Cioni · D'Amore · Faresin · Fernández Ginés · Figueras · Fornaciari · Freire  · Hoste · Hulsmans · Koehler · Lanfranchi · Leysen · McRae · Merckx · Museeuw · Nardello · Nocentini · Noè · Paolini · Peeters · Pozzato · Ratti · Rizzi · Rodriguez · Scinto · Steels · Tafi · Tani · Tonkov · van Heeswijk · Wegelius · Zanini · Cancellara (stagiair) · Petrov (stagiair) · Rogers (stagiair)
Aggiano · Baffi · Ballerini (tot 15/04) · Bartoli · Beltrán · Bettini · Bodrogi · Bramati · Cañada · Cancellara · Cheula · Cioni · D'Amore · Eisel · Fornaciari · Freire  · Garzelli · Gasparre · Horrillo · Hulsmans · Koehler · Lanfranchi · Leysen · McGrory · Nardello · Nocentini · Noè · Paolini · Petrov · Pozzato · Ratti · Rizzi · Rogers · Scinto · Sinkewitz · Steels · Tafi · Tani · Wegelius · Zanini · Zerzáň · Davis (stagiair) · Devolder (stagiair) · Willems (stagiair)
Baldato · Bartoli · Basso · Belli · Filippo Casagrande · Francesco Casagrande · Hoestov · Hontsjar · Ivanov · Kirchen · Konysjev · Loda · Montgomery · Nocentini · Petacchi · Petito · Pozzi · Štangelj · Tiralongo · Tosatto · Valjavec · Velo · Zanette · Zanotti · Facci (stagiair) 
Bartoli · Basso · Bruseghin · Cancellara · Chicchi · Cioni · de los Ángeles · Facci · Frigo · González · Hoestov · Ivanov · Kirchen · Larsson · Loda · Montgomery · Petacchi · Petito · Pozzato · Štangelj · Tosatto · Trenti · Valjavec · Velo · Zanette (tot 10/01) · Zanotti · Sánchez (stagiair)
Arvesen ·
Bartoli ·
Basso ·
Blaudzun · 
Bruun Eriksen ·
Calvente ·
Christensen ·
Guidi ·
Goesev ·
Hoffman ·
Høj ·
Jaksche ·
Julich ·
Luttenberger ·
Madsen ·
Michaelsen · 
Peron ·
Piil ·
Sandstød ·
Sastre ·
F. Schleck ·
Sciandri (tot 20/05) ·
Sørensen · 
Vandborg ·
Voigt ·
A. Schleck (stagiair) 